# Фотографія Марафону
«Фотографія Марафону» (англ. The Marathon Photograph) — науково-фантастична повість Кліффорда Сімака, вперше опублікована 1974 року.

## Сюжет
Доктор геології Ендрю Торнтон приїхав в селище в глушині Міннесоти для написання книги.
Одного дня в селищі знайшли продавця місцевого магазину Стефана вбитого ведмедем.
Зазначається, що Стефан був досить таємничою особою і історія побудови його магазину теж була не звичайною.
Торнтон зі своїм другом істориком Невілом Пайпером знайшли в кишені загиблого кубик-голограму Марафонської битви. Друзі приховали цей незвичний артефакт від поліції.
Наступного дня в селищі з'явились двоє незнайомців які розпитували про Стефана.
Тим часом Торнтон розкопав вхід до покинутої місцевої шахти.
В той же час до нього з'явились незнайомці і попросили віддати те, що в ній заховано.
Вони розповіли, що прибули з майбутнього, в якому вже відбулись атомні війни і життя сильно змінилось.
Їх мандрівники в космосі знайшли цивілізацію зруйновану спалахом наднової і з'ясували,
що вона перед своїм зникненням розіслала дрони з культурними артефактами в пошуку населених планет.
Це відбулось близько 500 млн. років тому, тому земляни вирішили шукати ці дрони в минулому.
Стефан був один з них, але він замість пошуку дрона, вирішив займатись вивченням людської історії і тратив зусилля на її фотографування.
Коли незнайомці відбули, Торнтон знайшов ще декілька історичних голограм Стефана (зокрема розп'яття Христове) і його машину подорожей в часі.
Торнтон вирішив продовжити справу Стефана, а Пайпер написав нову книгу про марафонську битву.